# Голошапка коралоподібна
Голошапка коралоподібна (Gymnomitrion corallioides) — вид печіночників порядку юнгерманіальних (Jungermanniales).

## Поширення
Батьківщиною є Європа, Азія, Північна Америка.
Заселяє ділянки вапнякових альпійських силікатних порід і осипи, іноді також захищені ніші, прогалини в альпійських луках і рослинних подушках або відкриті для вітру ділянки бруківки. На субальпійських висотах він зазвичай зустрічається в місцях, що виходять на північ, а на більших висотах його також можна знайти в сухих і сонячних місцях.

## Характеристика
Gymnomitrion corallioides за зовнішнім виглядом схожий на Gymnomitrion concinnatum і також утворює щільні, біло-сірі, вологими жовто-зелені килимки, від 1 до 4 сантиметрів у висоту. Пагони мають дуже щільне лускоподібне листя, але не округле, а сплощене і тому широкосмугоподібне. Поперечно зрослі листки порожнисті, ложкоподібні, яйцеподібні, з кінчиком облямованим або лише коротко зрізаним, утворюючи дві короткі усічені частки. Клітини листка округлі з більш-менш потовщеними кутами. Статевий розподіл дводомний. Виводкові тіла не відомі.